# Corymorpha gigantea
Corymorpha gigantea är en nässeldjursart som först beskrevs av Paul Torben Lassenius Kramp 1957.  Corymorpha gigantea ingår i släktet Corymorpha och familjen Corymorphidae.
Artens utbredningsområde är Södra Ishavet. Inga underarter finns listade i Catalogue of Life.